# Batakiai
Batakiai (ryska: Батакяй) är en ort i Litauen. Den ligger i den västra delen av landet, 190 km väster om huvudstaden Vilnius. Batakiai ligger 46 meter över havet och antalet invånare är 380.
Terrängen runt Batakiai är platt. Runt Batakiai är det ganska glesbefolkat, med 42 invånare per kvadratkilometer. Närmaste större samhälle är Taurage, 17,8 km sydväst om Batakiai. Omgivningarna runt Batakiai är en mosaik av jordbruksmark och naturlig växtlighet.